# دهه ۱۳۰ (میلادی)
دهه ۱۳۰ (میلادی) دهه سیزدهم تقویم میلادی است.

## درگذشتگان
‎